# 6"/50 QF Mark V
6"/50 QF Mark V — корабельная универсальная артиллерийская установка калибра 152,4 мм, применявшегося Королевским флотом Великобритании в послевоенный период. Была создана специально как главный калибр перспективных крейсеров ПВО, применялось на лёгких крейсерах типа «Тайгер». Известно также под наименованием 6"/50 QF Mark N5.